# Crepis tybakiensis
Crepis tybakiensis ist eine Pflanzenart aus der Gattung Pippau (Crepis) in der Familie der Korbblütler (Asteraceae).

## Merkmale
Crepis tybakiensis ist ein einjähriger Schaft-Therophyt, der Wuchshöhen von 5 bis 15 Zentimetern erreicht. Die zahlreichen Stängel sind unverzweigt, aufsteigend und einköpfig. Die zahlreichen Grundblätter sind bis 70 Millimeter lang und länglich bis verkehrteiförmig-lanzettlich. Ihre Seitenfiedern sind dreieckig-spitz und entfernt gezähnt, die Endfieder ist ei-spießförmig. Die Stängelblätter sind tragblattartig. Die Hülle ist 6 bis 12 Millimeter groß. Die inneren Hüllblätter sind 6 bis 12 Millimeter lang, die äußeren sind nur ein Drittel so lang und dreieckig. Die äußeren Früchte sind 6 bis 8 Millimeter groß und stark gebogen. Ihre Rippen sind dicht stachelig und dunkel und ihr Schnabel gleich lang. Die inneren Früchte sind 10 bis 12 Millimeter groß. Sie besitzen 10 stachelige Rippen. Ihr Schnabel ist 2,5-mal so lang.
Die Blütezeit reicht von April bis Mai.
Die Chromosomenzahl beträgt 2n = 10.

## Vorkommen
Crepis tybakiensis kommt in der südlichen Kardägäis vor. Die Art wächst in felsiger Phrygana sowie auf Felsen. Auf Kreta ist sie in Höhenlagen von 0 bis 1600 Meter zu finden.

## Belege
1. 1 2 3 4  Ralf Jahn, Peter Schönfelder: Exkursionsflora für Kreta. Mit Beiträgen von Alfred Mayer und Martin Scheuerer. Eugen Ulmer, Stuttgart (Hohenheim) 1995, ISBN 3-8001-3478-0, S. 341.
2. ↑   Tropicos.